# Čehel Sotun
Čehel Sotun (perzijščina كاخ چهل ستون, kāḫ-e čehel sotūn, Palača štirideset stebrov je  palača v okrožju palač Daulalatkana sredi velikega vrtnega kompleksa v bližini palače Ālī Qāpū in je bila dokončana pod Abasom II.

## Gradnja
Palača štirideset stebrov je eden najboljših primerov safavidske arhitekture. Tloris je pravokoten, simetričen in jasen ter meri 37 × 58 m. Skozi stebrni portik (tālār) z 18 vitkimi lesenimi stebri in majhnim bazenom na sredini  pridemo do skoraj kvadratne prestolne dvorane z vodnim bazenom, ki ga obdajajo sosednje dvorane in skozi ivan naprej v prečno kupolasto dvorano. Dvajset stebrov iz cipresovega lesa verande odseva v bazenu. Arhitekturo Čehel Sotuna je mogoče primerjati z arhitekturo sasanidskih palač. Prehod, ki vodi do prestolne sobe, ustreza sasanidskemu ivanu.
Vrtne palače so razširjene v islamskem svetu med Andaluzijo (Alhambra) in Indijo (Fatehpur Sikri). Poleg palače Hašt Behešt iz leta 1669 je Čehel Sotun ena redkih, ki je še vedno obdana s svojimi vrtovi. Na vrtu so ribniki in kanali.

## Oprema
V notranjosti so okrašene zrcalne ploščice, štukature in dvorana z ogledali.
Številne freske v dvorani za občinstvo prikazujejo življenje na safavidskem dvoru in zgodovinske dogodke, kot so bitka pri Taher Abadu pri Mervu leta 1510, sprejem mogulskega vladarja Humajuna leta 1544, srečanje med Šahom Abasom II. in Naderjem Mohammadom Kanom, vladarjem Turkestana 1658 na severovzhodni steni , pogostitev v čast buharskega emirja leta 1611 in sprejem uzbekistanskega kralja leta 1646. Nadaljnje freske prikazujejo zmago Nadira Šaha proti indijski vojski v bitki pri Karnalu leta 1739 in bitko pri Čaldiranu proti Osmanu Selimu I. leta 1514. Oboje je bilo dodano pod Kadžari. Med restavriranjem so bile pod upodobitvijo Čaldiranske bitke najdene sledi starejše slike. Pod freskami so manjše upodobitve, ki se slogovno približajo perzijskim miniaturam. Potem ko so jih pod Kadžari prekrili s pariškim ometom, so jih kasneje umetniško obnovili. Raziskovalec Jean Chardin je leta 1666 obiskal Isfahan in opisal dvorano za občinstvo s freskami, ki prikazujejo tri kraljeve sprejeme in bitko. Zato se večinoma domneva, da so bile slike narejene približno dvajset let po tem, ko je bila stavba dokončana leta 1647.

## Zgodovina
Stavba je bila od leta 1958 v uporabi kot arheološki in etnološki muzej. Po desetih letih zaprtja so ga ponovno odprli leta 1988. V sobah palače so številni umetniški predmeti, vključno s preprogami, porcelanom in kovanci.

## Galerija
- Muqarnas v Čehel Sotun
- Šah Tahmasp I.
- Pogled na palačo
- Zadnja stran palače
- Pogled od blizu
- Kip v vrtu
- Zlati muqarnas obok
- Notranjost muzeja
- Koran v kufski pisavi
- Freske v palači
- 1840,  Pascal Coste
- Freske v palači
- Podoba bitke pri Čaldiranu
- Strop zrcalne dvorane Čehela Sotuna vsebuje umetnine Āina-kāri